# Unieux
Unieux település Franciaországban, Loire megyében. Lakosainak száma 8495 fő (2022. január 1.). Unieux Çaloire, Firminy, Fraisses, Roche-la-Molière, Saint-Étienne és Saint-Paul-en-Cornillon községekkel határos.

## Népesség
A település népessége az elmúlt években az alábbi módon változott:
| Lakosok száma | 8428 | 8265 | 8064 | 8467 | 8821 | 8975 | 8597 | 8418 | 8448 | 8495 |
|               | 1968 | 1982 | 1990 | 2006 | 2013 | 2015 | 2017 | 2019 | 2020 | 2022 |